# 江井海水浴場
江井海水浴場（えいかいすいよくじょう）は、兵庫県淡路市江井にある海水浴場である。

## 概要
淡路島西海岸、旧一宮町市街地江井の江井漁港の隣に位置し、近隣には多賀の浜海水浴場もある。多賀の浜海水浴場同様に水質が良く、兵庫県が実施している水質調査では特に良好（ランクAA）な水質である評価を受けている。砂浜の広さは、長さが約500メートル、奥行きが約60メートルで、更衣室、ロッカー、ビーチハウス、海の家などはなく、必要最低限の施設（トイレと冷水シャワー）のみ設置されている。

## アクセス
- 神戸淡路鳴門自動車道　津名一宮ICから車で11分
- 江井高速バス停前(あわ神あわ姫バス)から徒歩7分。